# Puerto Asís
Puerto Asís is een stad en gemeente in het Colombiaanse departement Putumayo. De gemeente telt 45.745 inwoners (2005).

## Hydrografie
De plaats ligt aan de westelijke oever van de rivier de Putumayo, nabij de grens met Ecuador.

## Activiteiten
De stad viert begin januari net als de stad Pasto het Carnaval de Blancos y Negros met versierde wagens. Elk jaar aan het begin van dit carnaval, op 3 januari, vindt er een roeiwedstrijd plaats op de Putumayorivier.

## Afbeeldingen

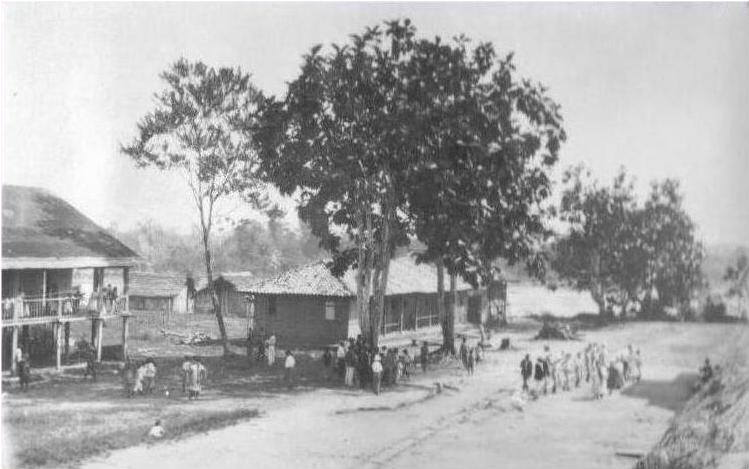
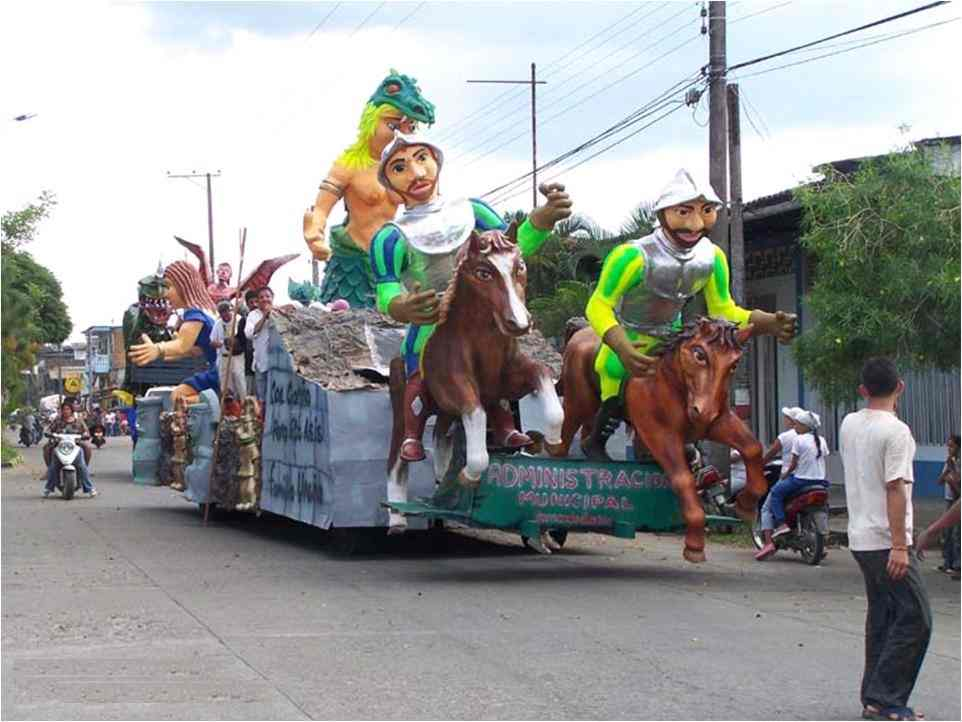
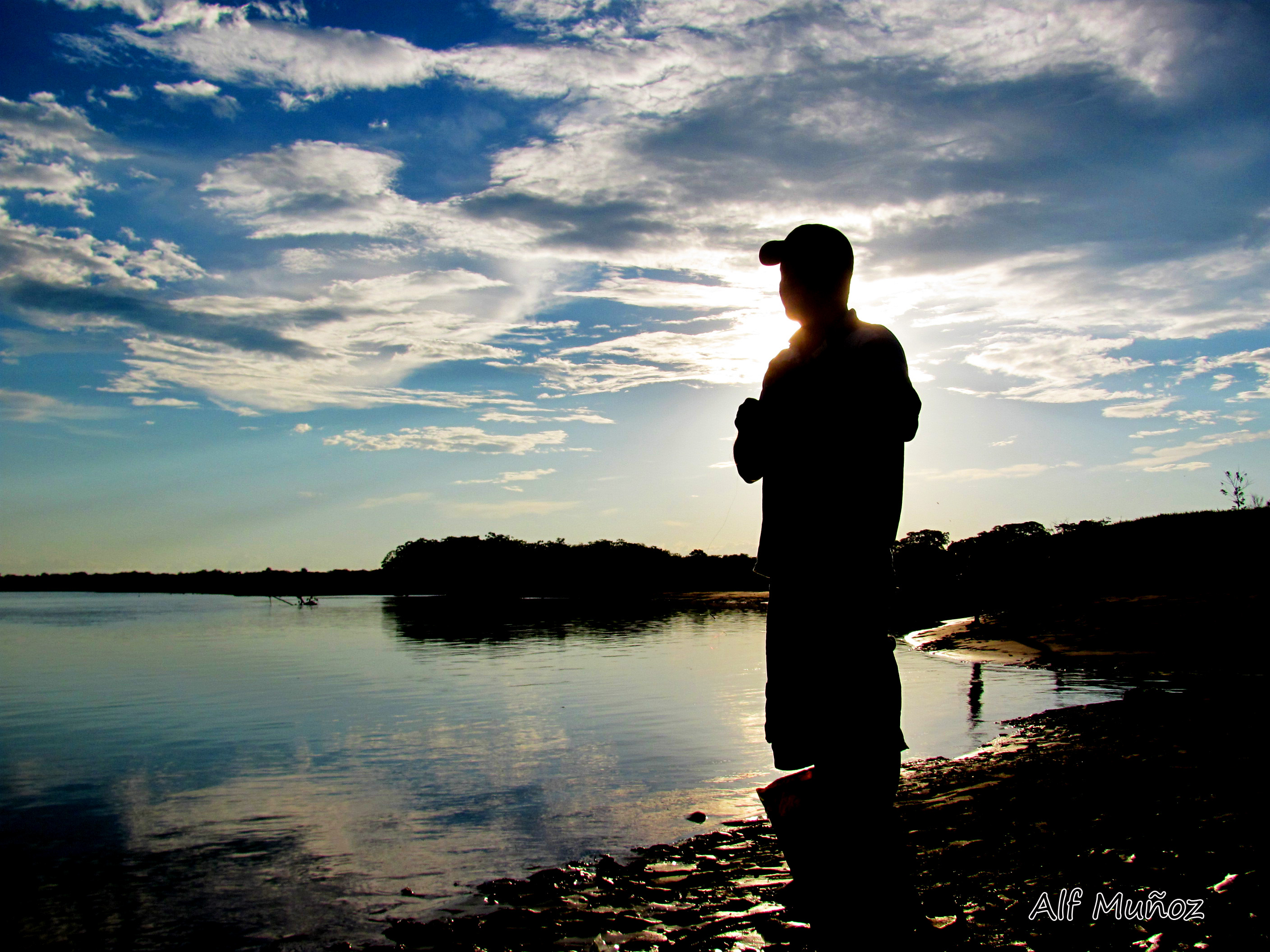
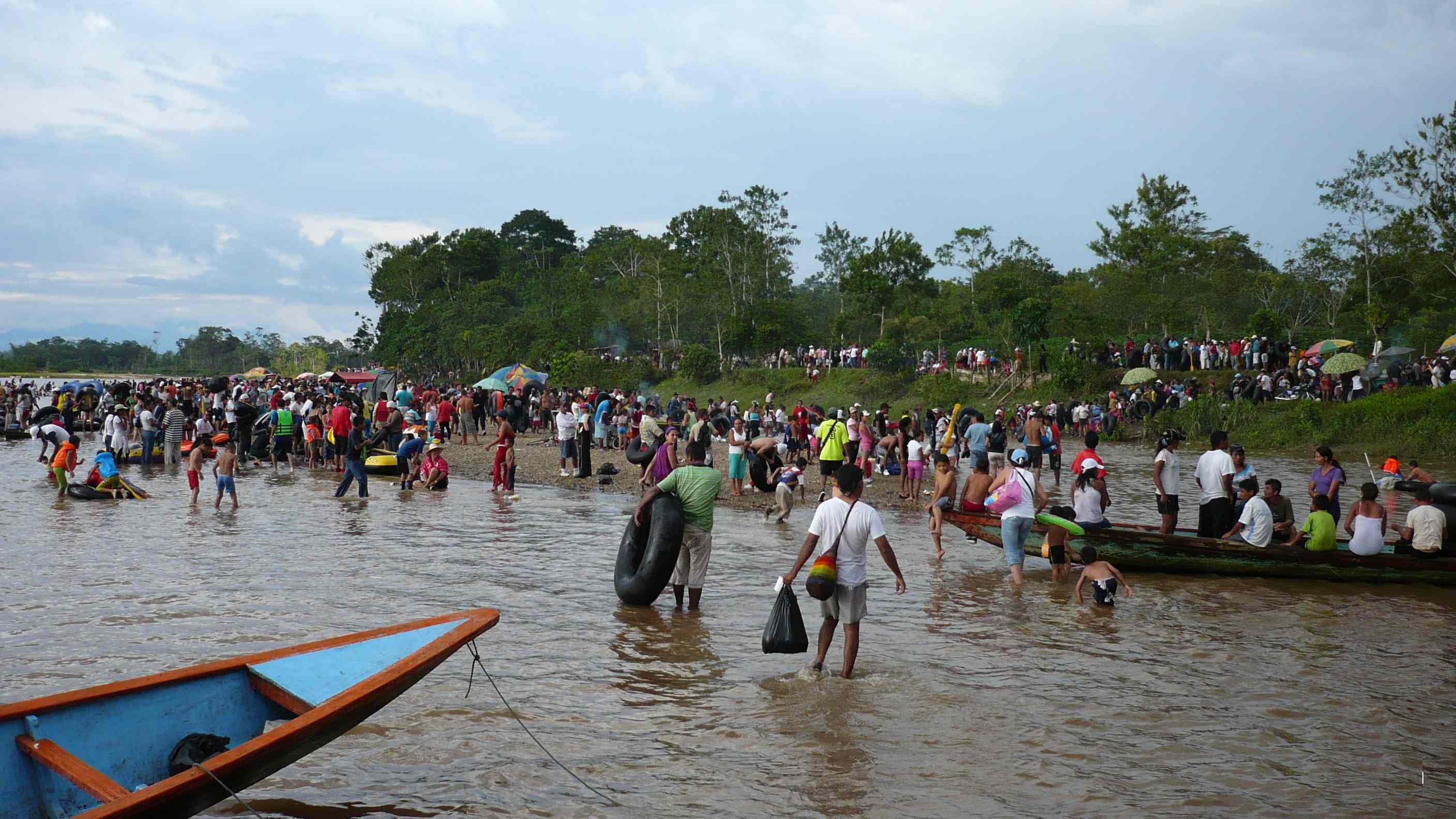